# Diploglossus millepunctatus
Espèce
Diploglossus millepunctatus est une espèce de sauriens de la famille des Diploglossidae.

## Répartition
Cette espèce est endémique de l'île de Malpelo dans le département Valle del Cauca en Colombie.

## Publication originale
- O'Shaughnessy, 1874 : A description of new species of Scincidae in the collection of the British Museum. Annals and Magazine of Natural History, sér. 4, vol. 13, p. 298-301 (texte intégral).